# Aechmea lymanii
Aechmea lymanii är en gräsväxtart som beskrevs av Wilhelm Weber. Aechmea lymanii ingår i släktet Aechmea och familjen Bromeliaceae. Inga underarter finns listade i Catalogue of Life.